# آیلین چیکن
آیلین چـِـیکن (انگلیسی: Ilene Chaiken؛ زادهٔ ۳۰ ژوئن ۱۹۵۷) کارگردان تلویزیونی، فیلم‌نامه‌نویس و تهیه‌کننده تلویزیونی اهل ایالات متحده آمریکا است. وی از سال ۱۹۸۸ میلادی تاکنون مشغول فعالیت بوده‌است.
از فیلم‌ها یا برنامه‌های تلویزیونی که وی در آن نقش داشته‌است می‌توان به سرگذشت ندیمه اشاره کرد.